# Steve Holland
Steve Holland (* 30. dubna 1970, Derby) je asistent prvního trenéra v Chelsea a v anglické fotbalové reprezentaci do 21 let.

## Hráčská kariéra
S fotbalem začal ve školním věku v akademii Derby County. S profesionálním fotbalem začal v Bury, kde se ovšem neprosadil. Po dalších několika neúspěšných pokusech v různých klubech se ve 21 rozhodl začít s trenérskou kariérou.

## Trenérská kariéra
Trenérskou kariéru zahájil trénováním mladíků v Crewe Alexandra. V červenci 2007 Holland převzal v Crewe Alexandra roli prvního trenéra. V 16 zápasech získal pouhých devět bodů a 18. listopadu 2008 byl nahrazen znovu příchozím Dariem Gradim. V prosinci 2008 Crewe Alexandroo opustil a o tři měsíce později se stal trenérem akademie ve Stoke City.
O půl roku později, v srpnu 2009 byl jmenován trenérem rezerv v Chelsea. 29. července se pod André Villas-Boasem stal asistentem prvního trenéra. Tuto roli si udržel i pod Di Matteem, Benitézem, José Mourinhem a současným trenérem Chelsea, Guusem Hiddinkem. 19. prosince 2015, po vyhazovu Josého Mourinha, byl na zápas proti Sunderlandu jmenován dočasným manažerem Chelsea. Chelsea zápas vyhrála 3:1.
Svoji pozici asistenta trenéra si udržel i pod Antoniem Contem, který do Chelsea přišel v létě 2016. V prosinci 2016 bylo oznámeno, že Holland opustí na konci sezóny 2016/17 Chelsea a přidá se k reprezentačnímu týmu Anglie jako asistent trenéra.
V srpnu 2013 byl jmenován asistentem trenéra v anglické fotbalové reprezentaci do 21 let, kde působil do roku 2017.